# Giustizia a Oak Hill
Giustizia a Oak Hill (Aces 'N' Eights) è un film per la televisione del 2008 diretto da Craig R. Baxley.

## Trama
Un gruppo di pionieri che ha trovato la serenità nella cittadina di Oak Hill, si oppongono alla proposta di alcuni affaristi senza scrupoli di concedere le loro terre per costruire una nuova tratta ferroviaria che attraversa tutto il West. Così l'ex pistolero Luke Rivers e l'allevatore Thurmond Prescott sono costretti ad agire con le proprie armi per evitare il peggio.